# Бережниця (притока Чорного Черемошу)

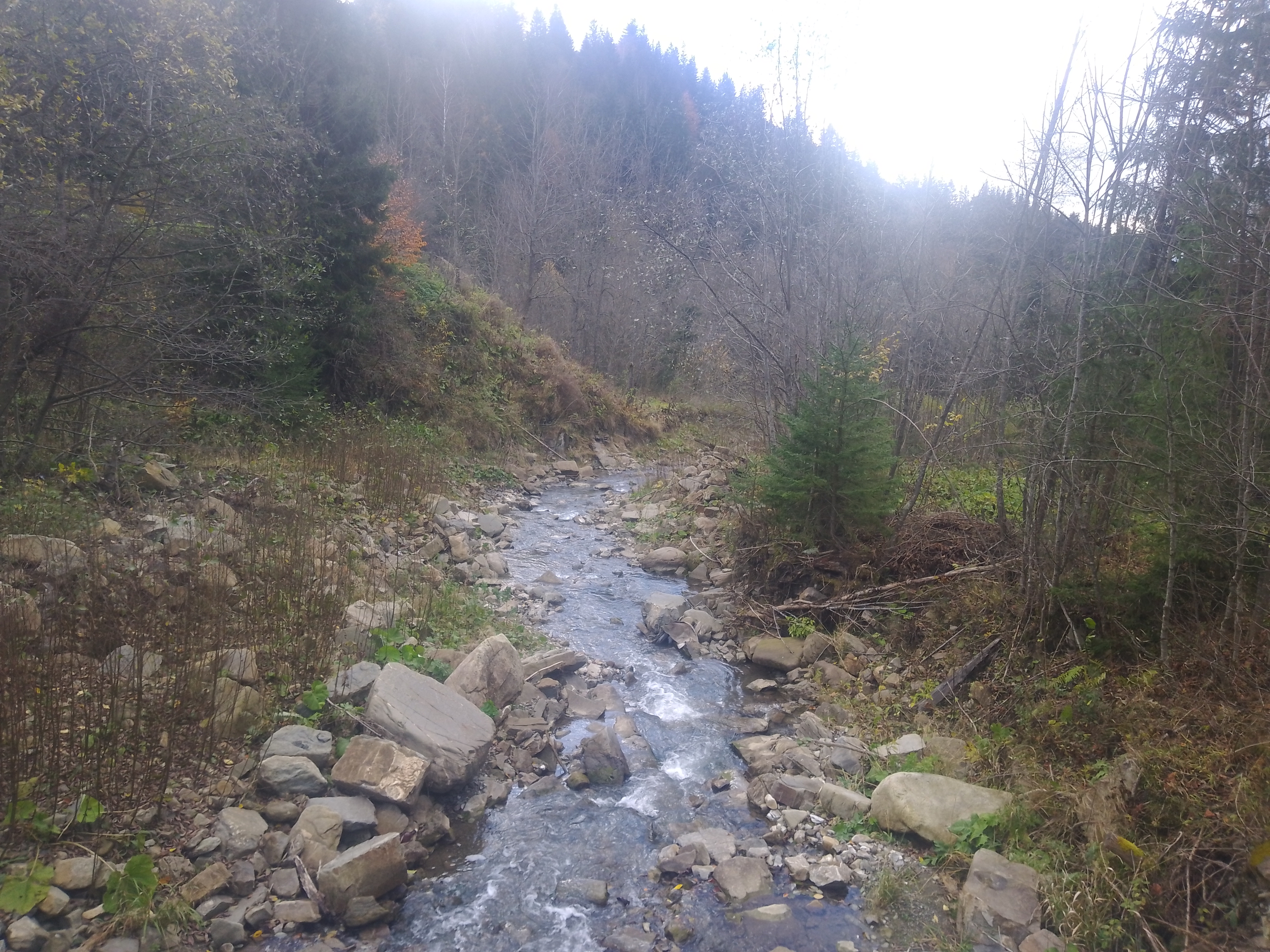
Річка Бережниця у селі Бережниця

Бережни́ця — річка в Українських Карпатах, у межах Верховинського району Івано-Франківської області. Ліва притока Чорного Черемошу (басейн Пруту).

## Опис
Довжина 21 км, площа басейну 34 км². Похил річки 76,9 м/км. Річка гірського типу. Долина вузька і глибока. Річище слабозвивисте, є перекати, дно кам'янисте і з галькою.

## Розташування

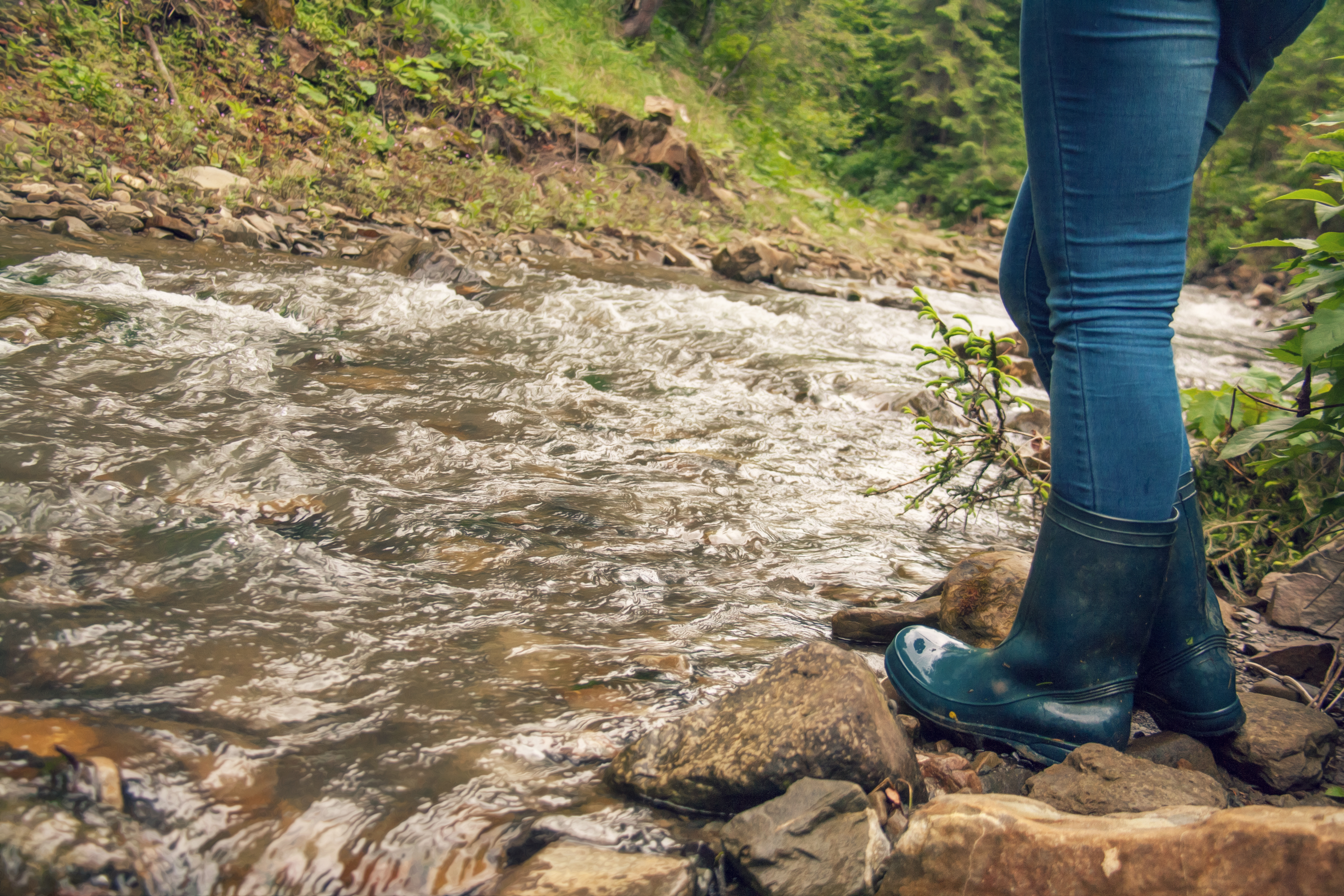
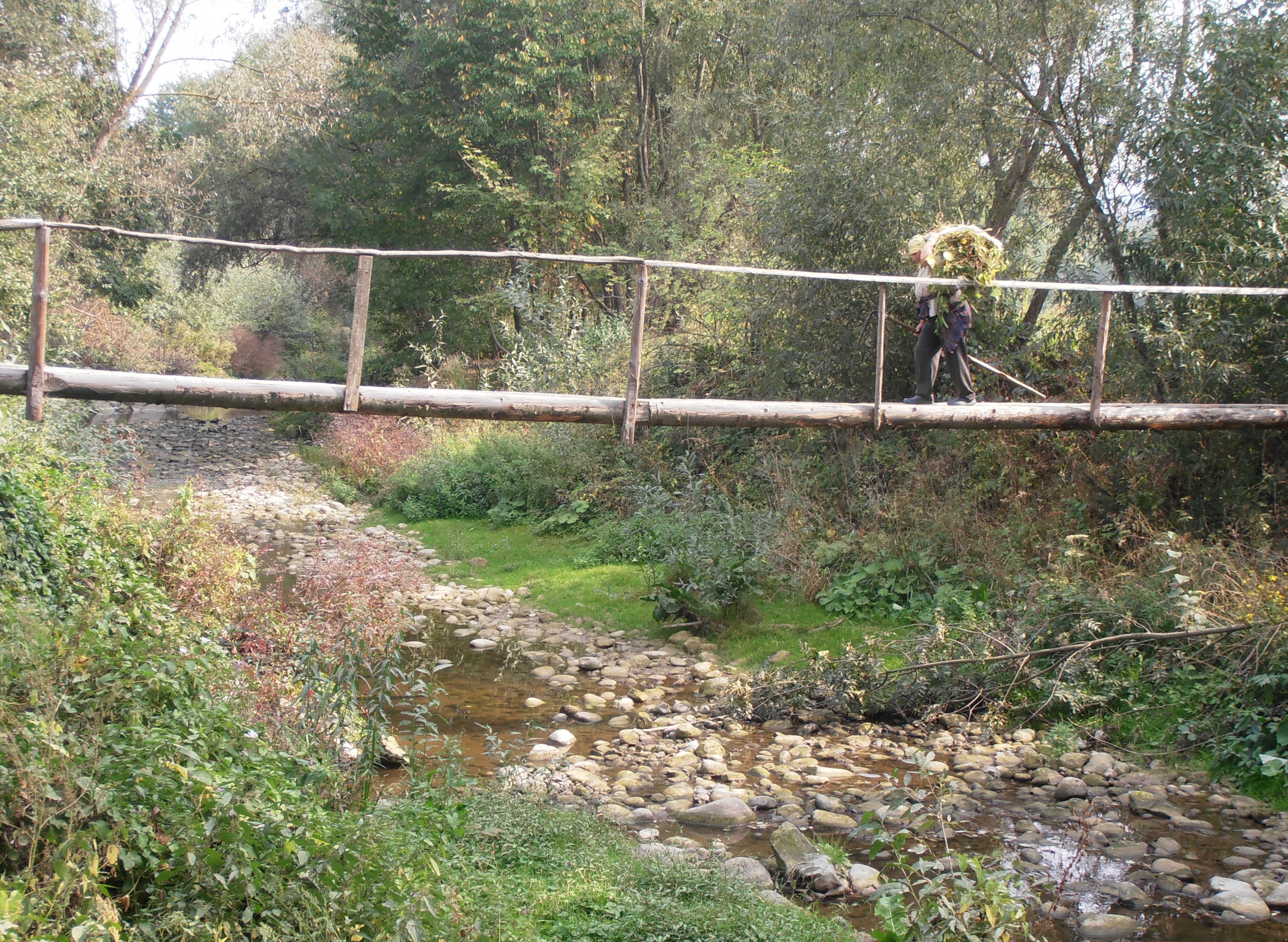
Міст через річку біля села Бережниця

Бережниця бере початок на північний захід від села Бережниця. Тече серед гір південної частини Покутсько-Буковинських Карпат переважно на південний схід (у середній течії — на південь). Впадає до Пруту при західній частині села Криворівня. 
Над річкою розташоване село Бережниця і частина села Криворівня.